# Kolorimetrie (analytická metoda)

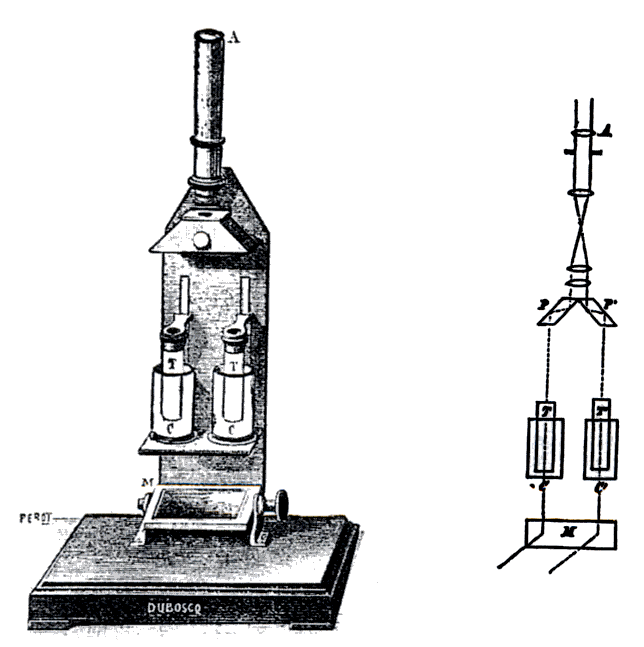
Duboscqův kolorimetr, umožňuje srovnávat absorpci dvou roztoků.

Kolorimetrie je metoda používaná ve fyzikální a analytické chemii ke stanovení koncentrace barevných sloučenin v roztoku. Je založena na porovnávání intenzity zabarveného roztoku o neznámé koncentraci s roztokem téže látky o známé koncentraci. K tomu se používá kolorimetr. Kolorimetrie patří mezi subjektivní metody.
Pro použití kolorimetru je třeba připravit různé roztoky, včetně kontrolního nebo referenčního roztoku o známé koncentraci. Pomocí kolorimetru lze měnit délku světelné cesty roztoky. Součin koncentrace a délky cesty je považován za stejný, když se barvy shodují, tedy dva roztoky o určité koncentraci pak při určité tloušťce vrstvy mají stejné intenzivní zbarvení:
{\displaystyle c_{1}*l_{1}=c_{2}*l_{2}}
Při známé koncentraci referenčního roztoku lze stanovit koncentraci měřeného roztoku:
{\displaystyle c_{1}=(c_{2}*l_{2})/l_{1}}
Jsou známy tři způsoby stanovení:
- Srovnávací metoda
- Zřeďovací metoda
- Vyrovnávací metoda